# Etana
Etana a fost un vechi rege sumerian al orașului Kiș. Conform listei regilor sumerieni, el a domnit după potop. Este considerat succesorul lui Arwium, fiul lui Mashda, ca rege al orașului Kiș. Etana este numit în acea listă „păstorul, care s-a înălțat la cer și a unificat toate țările străine”, și se menționează că a domnit 1.560 de ani (în unele copii este scris 635 de ani), după care i-a succedat fiul său, Balih, despre care se spune că a domnit 400 de ani.

## Mitul lui Etana
O legendă babiloniană spune că Etana era disperat să aibă un copil, până când, într-o zi, el a ajutat un vultur care suferea de foame, care l-a dus apoi în înaltul cerului pentru a găsi planta nașterii. Acest lucru a dus la nașterea fiului său, Balih.
În forma detaliată a legendei, acolo este un copac cu un cuib de vultur în vârf și un șarpe la baza. Atât șarpele, cât și vulturul i-au promis lui Utu (zeul soarelui) să se comporte bine unul față de altul și să împartă mâncarea cu puii lor.
Dar într-o zi, vulturul a mâncat puii șarpelui. Șarpele s-a întors și a început să plângă. Utu i-a spus șarpelui să se ascundă în stomacul unui taur mort. Vulturul a coborât din văzduh pentru a mânca taurul. Șarpele l-a surprins  și l-a aruncat într-o groapă să moară de foame și de sete. Utu a trimis apoi un om, Etana, pentru a-l ajuta pe vultur. Etana a salvat viața vulturului, dar i-a cerut păsării, de asemenea, să-l ajute să găsească planta nașterii în scopul de a deveni tatăl unui fiu. Vulturul l-a dus pe Etana până în cerul zeului Anu, dar Etana s-a speriat în aer și s-a întors la sol. El a făcut o altă încercare și a găsit planta nașterii, permițându-i să aibă un fiu pe nume Balih.
Până în prezent au fost descoperite versiuni ale acestei legende în trei limbi. Versiunea babiloniană veche provine de la Susa și Tell Harmal, versiunea asiriană provine de la Assur și versiunea standard provine de la Ninive.

## Legături externe
- Etana epic on Encyclopædia Britannica
- Stephanie Dalley, ed. (2000). „Etana (pp. 189ff.)”. Myths from Mesopotamia. Creation, The Flood, Gilgamesh, and Others. Oxford University Press. ISBN: 9780199538362.
- The Myth of Etana
- The Assyro-Babylonian Mythology FAQ: Etana